# Ich schwöre und gelobe
Ich schwöre und gelobe ist ein 1959 entstandenes Ärztemelodram von Géza von Radványi mit Hans-Christian Blech, Wolfgang Lukschy und Corny Collins in den Hauptrollen. Die Geschichte basierte auf einem beim Stern erschienenen Illustriertenroman.

## Handlung
Die Geschichte spielt in einem Krankenhausbetrieb der noch jungen Bundesrepublik Ende der 1950er Jahre. Dr. med. Feldhusen hat sich hier zum Chefarzt hochgearbeitet, wobei seine Eheschließung mit der Tochter eines einflussreichen Konsuls bei diesem Karrieresprung durchaus hilfreich war. Feldhusen gilt als Koryphäe in seinem Fach. Bedauerlicherweise ist ihm die Anerkennung, die man ihm entgegenbringt, und sein gesellschaftlicher Rang sehr zu Kopf gestiegen. Er ist zwar ein glänzender Theoretiker, kann aber sein Wissen nur schlecht in die Praxis übertragen. Außerdem mangelt es ihm, der zu Überheblichkeit neigt, beim Umgang mit den Patienten oftmals an Feingefühl.
Oberarzt Dr. Neugebauer ist das genaue Gegenteil von Feldhusen. Er ist auch in der Praxis fachlich ausgezeichnet, ja seinem Chef sogar deutlich überlegen. Als Feldhusen im Krankenhaus Fehler zu machen beginnt, glaubt Neugebauer ihn darauf hinweisen zu müssen. Prompt kommt es zum Disput zwischen den beiden Medizinern. Feldhusen fühlt sich in seiner Ehre als Vorgesetzter gekränkt und entlässt seinen kompetenten Gynäkologen, woraufhin sich dessen Frau, Lieselotte Neugebauer, von ihrem Gatten abwendet. Die Entlassung Neugebauers hat schwerwiegende Konsequenzen, da Dr. Feldhusen prompt bei dem nächsten medizinischen Eingriff, einer Entbindung, einen dramatischen Fehler macht. Dr. Feldhusen versucht daraufhin alles, um diesen Fehler zu vertuschen und selbst noch vor Gericht seine befleckte Weste wieder weiß zu waschen…

## Produktionsnotizen
Ich schwöre und gelobe wurde gelegentlich auch unter dem Zweittitel Geheimnis einer Frauenklinik gezeigt, entstand im Herbst 1959 und wurde am 4. Februar 1960 im Bielefelder Astoria-Kino uraufgeführt. Aufgrund des systemkritischen Inhalts wurde der Film von der SED auch für eine Aufführung in der DDR zugelassen. Dort lief er am 22. Juni 1960 an.
Edgar Röll hatte die Herstellungsleitung. Emil Hasler entwarf die Filmbauten, Helmut Holger die Kostüme. Eberhard Itzenplitz war Radvanyis Regieassistent.

## Wissenswertes
Der Filmtitel bezieht sich auf den Eid des Hippokrates, den Leitsatz ärztlicher Ethik.
Ich schwöre und gelobe schaffte es auf die Titelseite des Stern vom 23. Januar 1960.

## Kritik
Im Filmdienst heißt es: „Die routiniert verfilmte Story entstammt unverkennbar einem kolportagehaften Illustriertenroman.“